# 约翰·拉塞特
约翰·拉塞特（英語：John A. Lasseter，1957年1月12日—）是一位美国的动画师、电影导演、皮克斯动画工作室创始人之一，也是前皮克斯动画工作室和华特·迪斯尼动画工作室的首席创意官以及华特·迪士尼幻想工程的首席创意顾问。很多人把他看作“当代的华特·迪士尼”。

## 早期生活
1957年，约翰·拉塞特出生于美国加利福尼亚州的好莱坞，他的父亲是当地一家销售雪佛兰汽车的经销商的部门经理，母亲是一位任职于贝尔花园高中的艺术教师。约翰·拉塞特成长于加州的惠提尔；從小便有讀寫障礙,由于受他母亲的职业的影响，使他在小时候就不断专心于动画。拉塞特曾经常在随家人参加教会礼拜时画些卡通画。上学后，拉塞特会在放学后就冲回家为了看电视上放映的查克·琼斯的卡通片。上高中后，他读到了由鲍勃·托马斯所写的《Walt Disney the Art of Animation》，这是一本讲述了迪士尼动画的历史以及《睡美人》的创作历程的书籍；而这本书也让他意识到他想自己做动画。当约翰·拉塞特看过了迪士尼在1963年出品的动画电影《石中剑》后，他终于下定主意要成为一名动画师。拉塞特毕业于加利福尼亚艺术学院，在这里他遇到了未来的合作伙伴畢·貝特。

## 职业生涯
毕业以后，拉塞特加入迪士尼公司，第一份工作是在安纳海姆迪士尼乐园做Jungle Cruise。 被解雇以后，拉塞特参加了长岛玛丽女王区举办的一个计算机图形会议，在那里他再次遇到了Ed Catmull。在这天结束之前，拉塞特已经与Catmull达成协议共同合作完成一个计划，在这个计划里他们要用计算机制作一第一部部名为安德鲁和威利的冒险（The Adventures of André and Wally B.）短片。片子做好之后完全超乎拉塞特的预期，因为他只是像用计算机制作短片的背景，而片中的背景甚至演员角色等所有都是全由计算机生成。在这之后，他们继续不懈努力终于制作出第一部电影长片玩具总动员。
2006年4月，迪士尼收购了皮克斯，拉塞特成为皮克斯和迪士尼动画工作室的首席执行官。他被任命为迪士尼幻想工程师的首席创意顾问，帮助设计迪士尼主题乐园的游乐设施。他直接对迪士尼首席执行官罗伯特·艾格汇报，监督迪士尼工作室和各个主题乐园的运作。
拉塞特是日本动画家宮崎駿的亲密朋友，已经帮助他在美国发行了好几部电影，还监督了影片英语音轨的制作。
2017年底，因为好萊塢温斯坦效應事件的影響下，约翰·拉塞特也被指控曾对女性同事做出不当行为，他宣布道歉并将离开迪士尼6个月作为反省。2018年6月，迪士尼宣布拉塞特将在该年结束后离开迪士尼。他在迪士尼的创意总监位置将由珍妮佛·李接替，在皮克斯的创意总监位置由皮特·多克特接替。
2019年1月，美国电影电视制作公司天空之舞传媒宣布将聘请约翰·拉塞特作为公司的动画部门总监。

## 主要作品成就

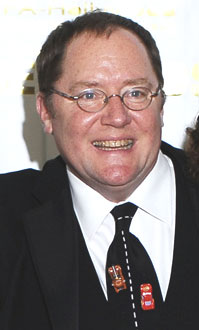
尊·賴斯達出席第34屆安妮獎，領帶圖案源自《反斗車王》

拉塞特是皮克斯动画工作室的创始人之一，他目睹了每一部皮克斯电影的诞生，并长期担任执行导演一职。他亲自执导了电影《玩具总动员》，《虫虫危机》，《玩具总动员2》，《赛车总动员》。他赢得过2个奥斯卡，最佳动画片奖（玩具总动员）和奥斯卡特别成就奖（玩具总动员）。

### 作为导演（数量：9）
- 跳跳灯
- 瑞德的梦
- 小锡兵
- 小雪人大行动
- 玩具总动员
- 虫虫危机
- 玩具总动员2
- 赛车总动员
- 汽車總動員2

### 作为演员（数量：11）
- 玩具总动员2 Toy Story 2
- 虫虫危机 Bug's Life, A
- The Beatles Revolution
- The Force Is with Them: The Legacy of 'Star Wars'
- 海底总动员 Finding 'Nemo'
- The Art of 'Spirited Away'
- The Making of 'Tron'
- Walt: The Man Behind the Myth
- Chuck Jones: Extremes and In-Betweens, a Life in Animation
- The Hand Behind the Mouse: The Ub Iwerks Story
- From Star Wars to Star Wars: The Story of Industrial Light & Magic

### 作为编剧（数量：8）
- 小台灯 Luxo Jr.
- Red的梦 Red's Dream
- 小锡兵 Tin Toy
- 小雪人大行动 Knick Knack
- 玩具总动员 Toy Story
- 玩具总动员2 Toy Story 2
- 虫虫危机 Bug's Life, A
- 赛车总动员

### 作为制片人（数量：10）
- 小台灯 Luxo Jr.
- 棋逢敌手棋局 Geri's Game
- 怪物公司/怪兽电力公司/怪兽公司 Monsters, Inc.
- 千与千寻 Sen to Chihiro no kamikakushi
- 鸟！鸟！鸟！For the Birds
- 海底总动员 Finding Nemo
- 超人特工队 The Incredibles
- 大眼仔的新车 Mike's New Car
- 跳跳羊 Boundin'
- Exploring the Reef

### 作为美术师（数量：2）
- Red的梦 Red's Dream
- 小锡兵 Tin Toy

### 作为视觉特效师（数量：4）
- 安德鲁和威利的冒险 The Adventures of André and Wally B.
- 少年福尔摩斯，又译出神入化 Young Sherlock Holmes
- 小台灯 Luxo Jr.
- 玩具总动员 Toy Story

### 作为其他职员（数量：5）
- Mickey's Christmas Carol (1983年电影)
- 安德鲁和威利的冒险 The Adventures of André and Wally B.
- 烤面包机 (1987年电影) Brave Little Toaster, The
- Red的梦 Red's Dream
- 红猪 Kurenai no buta

### 作为客串
汽車總動員2

## 私人生活
拉塞特与妻子南茜住在加利福尼亚Sonoma，他有5个儿子分别是Joey,Bennett, P.J.，Sam，和Jackson。

## 爭議事件
2017年11月，在好萊塢温斯坦效應影響下，约翰·拉塞特也在11月21日被指控對皮克斯工作室裡多位女性工作者進行不尊重的行為。這件事已經獲得華特迪士尼公司的證實，並且拉塞特也向全體職員親撰了致歉函，並向迪士尼公司提出了半年的休假。2018年6月9日，迪士尼宣布拉塞特将在2018年12月31日之后从迪士尼离开。